# Studiul mormonismului
Studiul mormonismului sau studiii mormone este un grup de studii academice interdisciplinare al credințelor, practicilor, istoriei și culturii mormonismului, ca termen foarte larg.  Mișcarea The Latter Day Saint cuprinde nu numai Biserica lui Isus Hristos a Sfinților din Zilele din Urmă (LDS), dar și grupul Community of Christ (CoC), precum și alte grupuri ce aparțin  Mormonismului fundamentalist.